# Nicolas Prévost

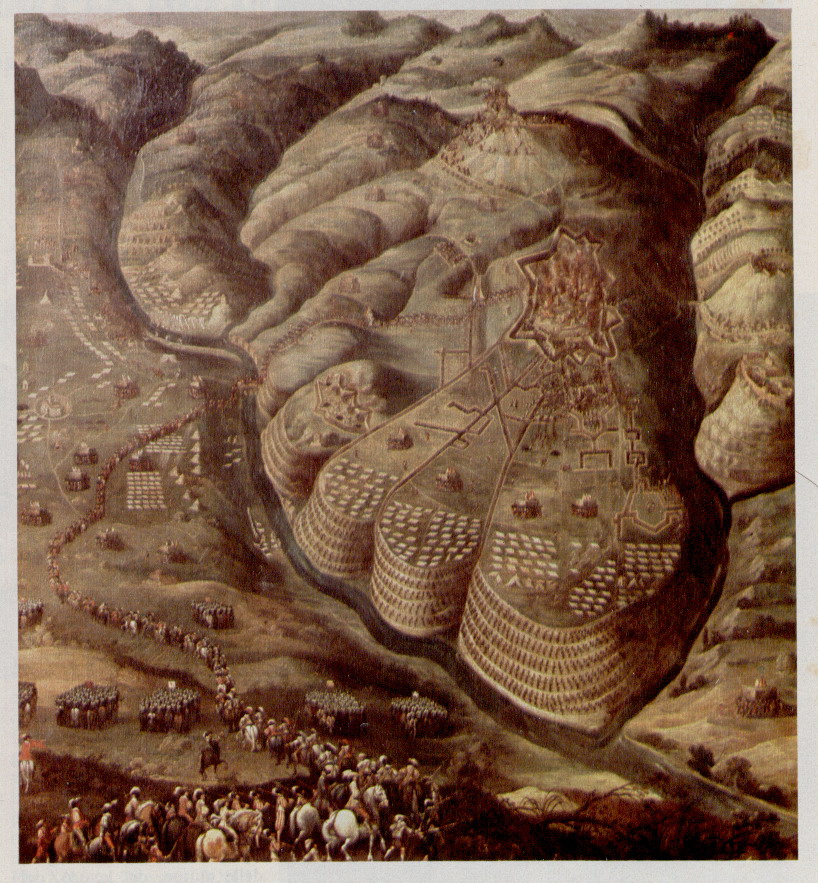
L'assedio di Privas

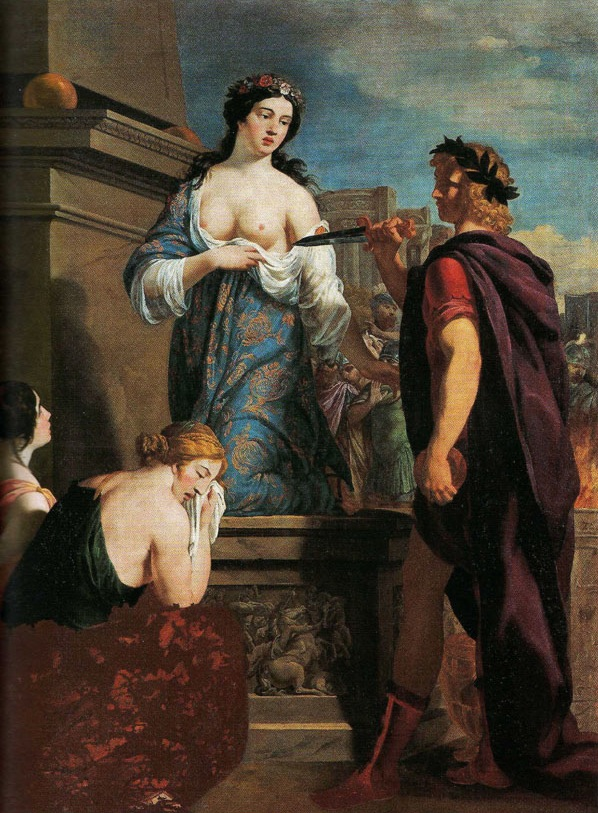
Il sacrificio di Polissena

Nicolas Prévost (Parigi, 1604 – Richelieu, 6 febbraio 1670) è stato un pittore francese.

## Biografia
Discepolo di Simon Vouet, Nicolas Prévost fu particolarmente attivo alla corte di Luigi XIV; nel 1640 il cardinale Richelieu commissionò al Prévost un dipinto per ricordare la vittoria di Privas contro gli ugonotti.

## Opere
- Il sacrificio di Polissena - Orléans - Museo di Belle Arti
- La Fede e la Speranza - olio su tela - 1634-1642 - Musée de Vendôme [1]
- La Prudenza -  olio su tela - 1634-1642 - Musée de Vendôme [2]
- L'assedio di Privas - 1640 -